# زمین‌لرزه ایلینوی
زمین‌لرزه ایلینوی ممکن است به یکی از موارد زیر اشاره داشته باشد:
- زمین‌لرزه ۱۹۶۸ ایلینوی
- زمین‌لرزه ۲۰۰۸ ایلینوی
- زمین‌لرزه ۲۰۱۰ ایلینوی